# Comuna Iurkivți, Cemerivți
Iurkivți (în ucraineană Юрківці) este o comună în raionul Cemerivți, regiunea Hmelnîțkîi, Ucraina, formată din satele Iurkivți (reședința) și Teremkivți.

## Demografie
Componența lingvistică a comunei Iurkivți
     Ucraineană (99,18%)
     Alte limbi (0,82%)
Conform recensământului din 2001, majoritatea populației comunei Iurkivți era vorbitoare de ucraineană (99,18%), existând în minoritate și vorbitori de alte limbi.